# Darlin Yongwa
Darlin Yongwa, né le 22 septembre 2000 à Douala au Cameroun, est un footballeur international camerounais qui évolue au poste de défenseur gauche au FC Lorient.

## Biographie

### En club
Formé au sein de la section football des Brasseries du Cameroun, Darlin Yongwa arrive en France en 2019 aux Chamois niortais.
Il dispute son premier match professionnel le 27 septembre 2019 face à l'AJ Auxerre, pour le compte de la 9e journée de Ligue 2.

### En sélection nationale
Le 28 décembre 2023, il est retenu dans la liste des vingt-sept joueurs camerounais sélectionnés par Rigobert Song pour disputer la Coupe d'Afrique des nations 2023.

## Statistiques

### Statistiques détaillées
| Saison                | Club                  | Championnat           | Championnat | Championnat | Championnat | Coupe nationale | Coupe nationale | Coupe nationale | Coupe de la Ligue | Coupe de la Ligue | Coupe de la Ligue | Autres compétitions | Autres compétitions | Autres compétitions | Autres compétitions | Total | Total | Total |
| Saison                | Club                  | Division              | M.          | B.          | P.d.        | M.              | B.              | P.d.            | M.                | B.                | P.d.              | Comp.               | M.                  | B.                  | P.d.                | M.    | B.    | P.d.  |
| 2019-2020             | Chamois niortais FC   | Ligue 2               | 8           | 0           | 1           | 3               | 0               | 0               | 1                 | 0                 | 0                 | -                   | -                   | -                   | -                   | 12    | 0     | 1     |
| 2020-2021             | Chamois niortais FC   | Ligue 2               | 27          | 0           | 2           | 1               | 0               | 0               | -                 | -                 | -                 | BR                  | 2                   | 0                   | 1                   | 30    | 0     | 3     |
| 2021-2022             | Chamois niortais FC   | Ligue 2               | 31          | 0           | 0           | -               | -               | -               | -                 | -                 | -                 | -                   | -                   | -                   | -                   | 31    | 0     | 0     |
| Sous-total            | Sous-total            | Sous-total            | 66          | 0           | 3           | 4               | 0               | 0               | 1                 | 0                 | 0                 | -                   | 2                   | 0                   | 1                   | 73    | 0     | 4     |
| 2022-2023             | FC Lorient            | Ligue 1               | 14          | 1           | 1           | 3               | 0               | 0               | -                 | -                 | -                 | -                   | -                   | -                   | -                   | 17    | 1     | 1     |
| 2023-2024             | FC Lorient            | Ligue 1               | 22          | 1           | 1           | -               | -               | -               | -                 | -                 | -                 | -                   | -                   | -                   | -                   | 22    | 1     | 1     |
| 2024-2025             | FC Lorient            | Ligue 2               | 33          | 1           | 6           | -               | -               | -               | -                 | -                 | -                 | -                   | -                   | -                   | -                   | 33    | 1     | 6     |
| 2025-2026             | FC Lorient            | Ligue 1               | -           | -           | -           | -               | -               | -               | -                 | -                 | -                 | -                   | -                   | -                   | -                   | 0     | 0     | 0     |
| Sous-total            | Sous-total            | Sous-total            | 69          | 3           | 8           | 3               | 0               | 0               | -                 | -                 | -                 | -                   | -                   | -                   | -                   | 72    | 3     | 8     |
| Total sur la carrière | Total sur la carrière | Total sur la carrière | 135         | 3           | 11          | 7               | 0               | 0               | 1                 | 0                 | 0                 | -                   | 2                   | 0                   | 1                   | 145   | 3     | 12    |

### En sélection nationale
| Saison                | Sélection             | Phases finales        | Phases finales | Phases finales | Phases finales | Éliminatoires | Éliminatoires | Éliminatoires | Matchs amicaux | Matchs amicaux | Matchs amicaux | Total | Total | Total |
| Saison                | Sélection             | Compétition           | M              | B              | Pd             | M             | B             | Pd            | M              | B              | Pd             | M     | B     | Pd    |
| --------------------- | --------------------- | --------------------- | -------------- | -------------- | -------------- | ------------- | ------------- | ------------- | -------------- | -------------- | -------------- | ----- | ----- | ----- |
| 2022-2023             | Cameroun              | -                     | -              | -              | -              | -             | -             | -             | 1              | 0              | 0              | 1     | 0     | 0     |
| 2023-2024             | Cameroun              | CAN 2023              | 2              | 0              | 0              | 2             | 0             | 1             | 3              | 1              | 0              | 7     | 1     | 1     |
| 2024-2025             | Cameroun              | -                     | -              | -              | -              | 1             | 0             | 0             | 1              | 0              | 0              | 2     | 0     | 0     |
| Total sur la carrière | Total sur la carrière | Total sur la carrière | 2              | 0              | 0              | 3             | 0             | 1             | 5              | 1              | 0              | 10    | 1     | 1     |

### Liste des matchs internationaux
| Matchs internationaux de Darlin Yongwa | Matchs internationaux de Darlin Yongwa | Matchs internationaux de Darlin Yongwa                 | Matchs internationaux de Darlin Yongwa | Matchs internationaux de Darlin Yongwa | Matchs internationaux de Darlin Yongwa  | Matchs internationaux de Darlin Yongwa                          |
|                                        | Date                                   | Lieu                                                   | Adversaire                             | Résultats                              | Compétitions                            | Notes                                                           |
| -------------------------------------- | -------------------------------------- | ------------------------------------------------------ | -------------------------------------- | -------------------------------------- | --------------------------------------- | --------------------------------------------------------------- |
| 1.                                     | 23 septembre 2022                      | Stade de Goyang, Goyang, Corée du Sud                  | Ouzbékistan                            | 0 - 2                                  | Match amical                            | Rentre en jeu à la 87e minute à la place de Nouhou Tolo.        |
| 2.                                     | 12 octobre 2023                        | VTB Arena, Moscou, Russie                              | Russie                                 | 1 - 0                                  | Match amical                            | Rentre en jeu à la 76e minute à la place de Vincent Aboubakar.  |
| 3.                                     | 16 octobre 2023                        | Stade Bollaert-Delelis, Lens, France                   | Sénégal                                | 1 - 0                                  | Match amical                            | Titulaire.                                                      |
| 4.                                     | 17 novembre 2023                       | Complexe multisports de Japoma, Douala, Cameroun       | Maurice                                | 3 - 0                                  | Éliminatoires de la Coupe du monde 2026 | Titulaire.                                                      |
| 5.                                     | 21 novembre 2023                       | Benina Martyrs Stadium, Benina, Libye                  | Libye                                  | 1 - 1                                  | Éliminatoires de la Coupe du monde 2026 | Titulaire.                                                      |
| 6.                                     | 9 janvier 2024                         | Stade Roi-Abdallah, Djeddah, Arabie saoudite           | Zambie                                 | 1 - 1                                  | Match amical                            | Titulaire.                                                      |
| 7.                                     | 15 janvier 2024                        | Stade Charles-Konan-Banny, Yamoussoukro, Côte d'Ivoire | Guinée                                 | 1 - 1                                  | CAN 2023                                | Titulaire.                                                      |
| 8.                                     | 23 janvier 2024                        | Stade de la Paix de Bouaké, Bouaké, Côte d'Ivoire      | Gambie                                 | 2 - 3                                  | CAN 2023                                | Titulaire et remplacé par Olivier Kemen à la 80e minute de jeu. |
| 9.                                     | 13 novembre 2024                       | Orlando Stadium, Soweto, Afrique du Sud                | Namibie                                | 0 - 0                                  | Éliminatoires de la CAN 2025            | Rentre en jeu à la 78e minute à la place de Christian Bassogog. |
| 10.                                    | 9 juin 2025                            | Stade de Marrakech, Marrakech, Maroc                   | Guinée équatoriale                     | 1 - 1                                  | Match amical                            | Rentre en jeu à la 81e minute à la place de Arthur Avom.        |

### Buts internationaux
| Buts internationaux de Darlin Yongwa | Buts internationaux de Darlin Yongwa | Buts internationaux de Darlin Yongwa         | Buts internationaux de Darlin Yongwa | Buts internationaux de Darlin Yongwa | Buts internationaux de Darlin Yongwa | Buts internationaux de Darlin Yongwa |
|                                      | Date                                 | Lieu                                         | Adversaire                           | Score                                | Résultats                            | Compétitions                         |
| ------------------------------------ | ------------------------------------ | -------------------------------------------- | ------------------------------------ | ------------------------------------ | ------------------------------------ | ------------------------------------ |
| 1                                    | 9 janvier 2024                       | Stade Roi-Abdallah, Djeddah, Arabie saoudite | Zambie                               | 1 - 1                                | 1 - 1                                | Match amical                         |

## Palmarès
FC Lorient
- Championnat de France de football de deuxième division (1) :
  - Champion : 2025